# Nationale Fahrradroute 8 (Norwegen)
Die Nationale Fahrradroute 8 (Norwegen) ist die kürzeste von neun Radfernwegen in Norwegen. Die Route ist beschildert (rotes, quadratisches Schild mit weißem Fahrrad, darunter in einem grünen Feld die weiße Nummer 8); sie trägt auch den Namen Trollheimen.

## Routenverlauf
- Molde (Anschluss Route 1)
- Eidsvåg (Anschluss Route 5)
- Sunndalsøra
- Oppdal (Anschluss Route 7)